# Луганская волость (Славяносербский уезд)
Луга́нская во́лость — административно-территориальная единица Славяносербского уезда Екатеринославской губернии.
По состоянию на 1886 год состояла из 2 поселений и 1 сельской общины. Население — 4 783 лица (2 807 мужского пола и 1 976 — женского), 867 дворовых хозяйств.
|                       | Площадь, десятин | В том числе пахотной, десятин |
| --------------------- | ---------------- | ----------------------------- |
| Сельских общин        | 2374             | -                             |
| Частной собственности |                  |                               |
| Другой собственности  | 245              | 45                            |
| В целом               | 4635             | 453                           |

Крупнейшее поселение волости:
- Луганское — поселение на слиянии рек Лугани и Ольховой в 30 верстах от уездного города, 4 127 лиц, 858 дворов, православная церковь, церковная школа, 17 лавок, 2 кирпичных, 2 салотопных завода, харчевня.